# عدد موجب
العدد المُوجِب (بكسر الجيم) عددٌ أكبرُ من الصفر، كالعدد: 2، وهو خلاف العدد السالب.

## التسمية
سُمِّيَ العددُ المُوجِبُ مُوجِبًا، بكسر الجيم؛ لأنه يُوجِب القيمة لمعدوده، أي: يُثبِتها ويمنحُها لِما تَعُدُّه (أي: لِما تُحصيه وتحسُبه من الأشياء)، وأما العدد السالِب، فيسلُب القيمة من معدودِه، أي: يأخُذُها وينتزعها مِمَّا تعُدُّه من الأشياء. وكلاهما (المُوجِب، والسالِب) اسمُ فاعل، أي: هما اللذان يفعلان هذين الفعلين، وهو الإيجاب (إثبات الشيء ومنحُه)، والسلب (انتزاعُهُ وأخذُه).
ومِن أهل العربيَّة مَن خطَّأ فتحَ الجيم (مُوجَب) في الأعداد؛ ذاكرًا ما سَبَق، ومنهم مَن زاد على ذلك فقال: «ولو افترضنا أن الصواب "عدد مُوجَب" [بفتح الجيم]، بمعنى أن العدد نفسه يُوجَب لمعدوده، لكان علينا أن نقول "عدد مسلوب" لأن العدد سيُسلَب من معدوده».

## معلومات مهمة
- جداء أو قسمة عددين لهما نفس الإشارة (كلاهما سالب أو كلاهما موجب) هو عدد موجب.
- جداء أو قسمة عددين لهما إشارتين مختلفتين (أحدهما سالب والآخر موجب) هو عدد سالب.
- لكل عدد موجب نظير جمعي سالب ولكل عدد سالب نظير جمعي موجب.
- لكل عدد موجب معكوس ضربي موجب ولكل عدد سالب نظير ضربي سالب.
- تعرف مجموعة الأعداد الصحيحة الموجبة بمجموعة الأعداد الطبيعية.
- لا يوجد جذر تربيعي للأعداد السالبة ضمن مجموعة الأعداد الحقيقية.
- دالة اللوغاريتم غير معرفة على الأعداد غير الموجبة.

### الجمع

تمثيل هندسي لجمع الأعداد السالبة والموجبة. تمثل الكرات الكبيرة أعدادا ذات قيمة مطلقة كبيرة.

## الحسابات التي تتضمن أعدادا سالبة

### القسمة
قواعد الإشارة في القسمة هي نفس القواعد المستعملة في الضرب.